# 穂高神社

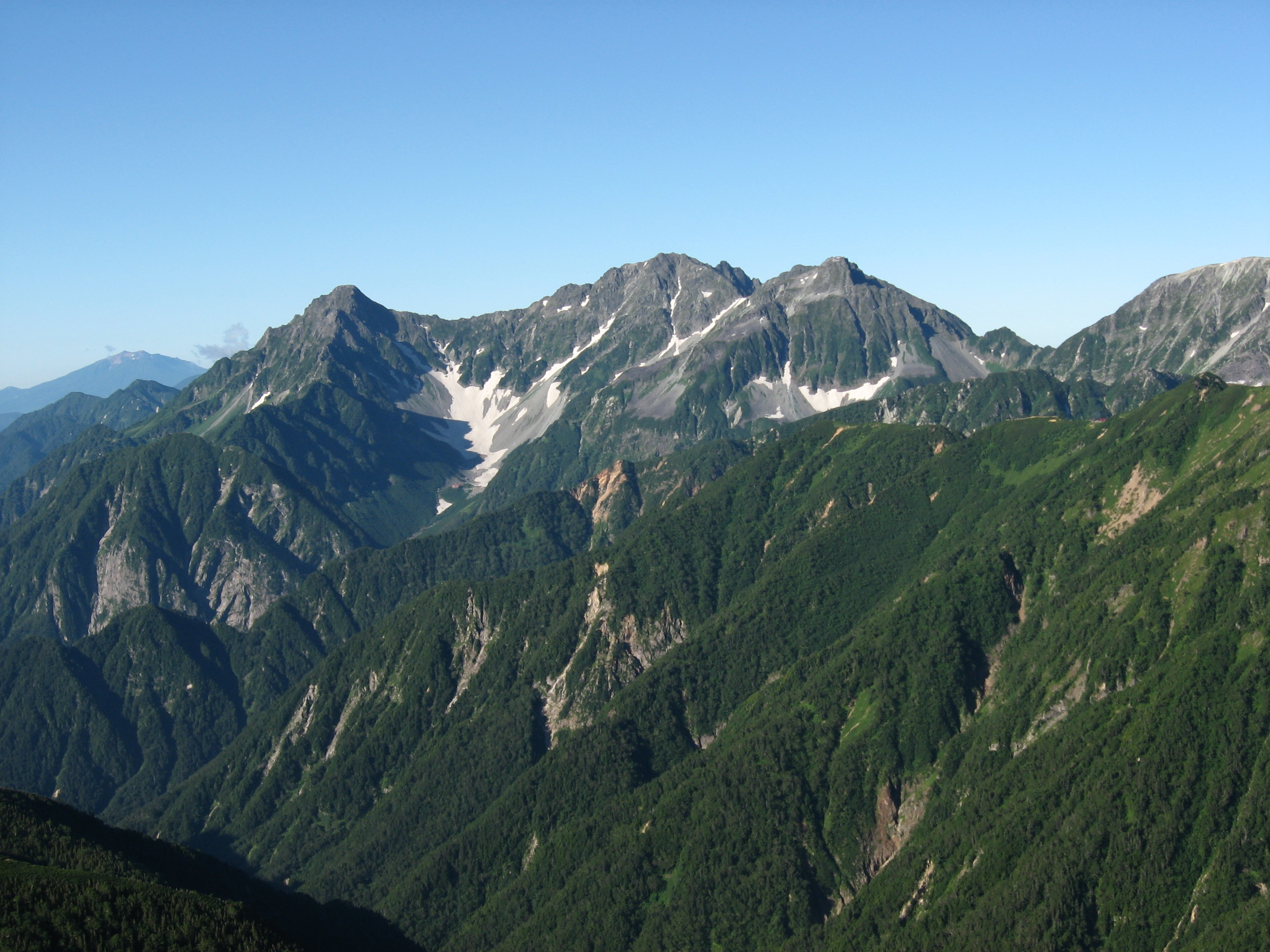
穂高岳（祭祀対象）

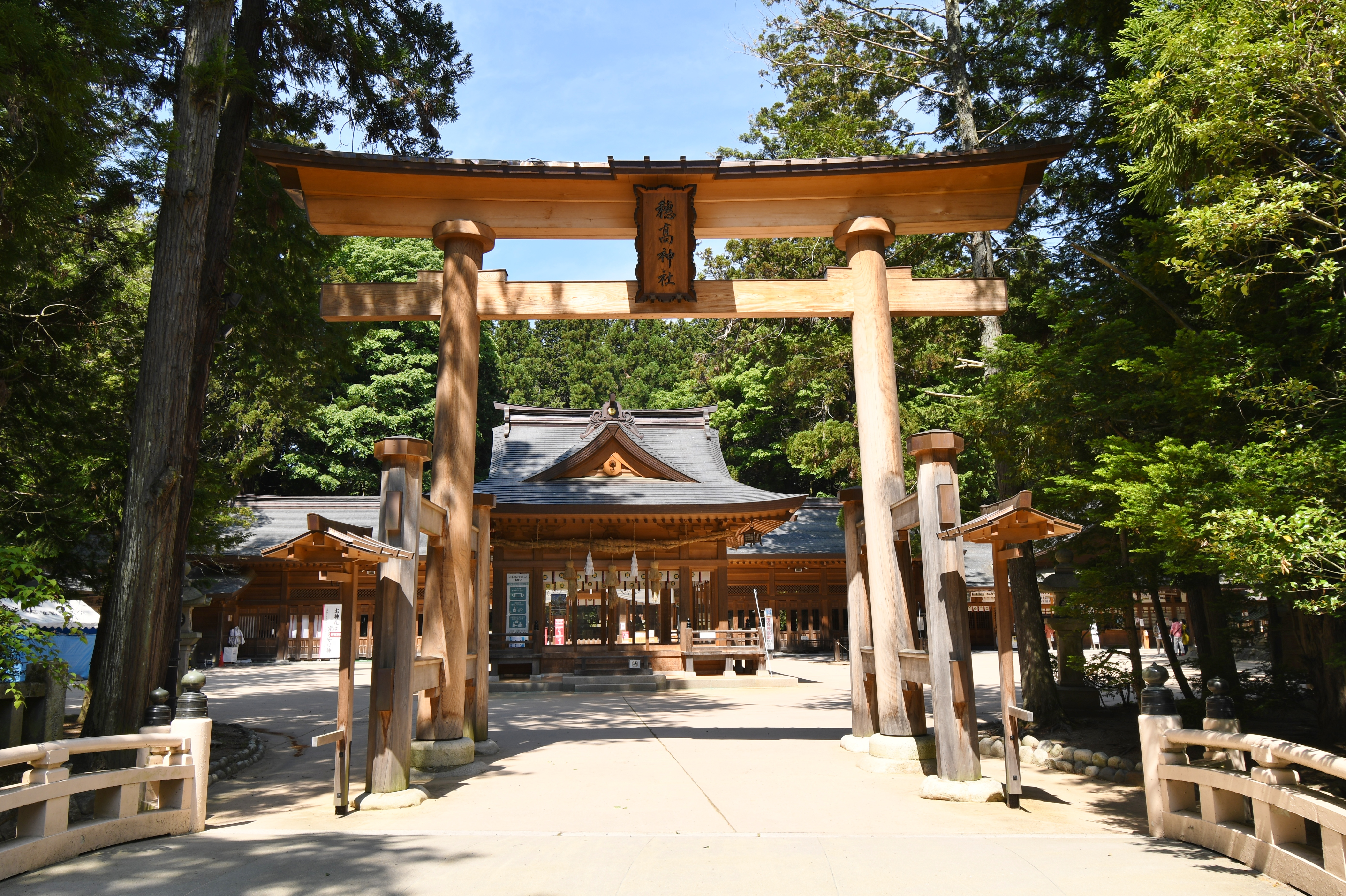
鳥居

穂高神社（ほたかじんじゃ）は、長野県安曇野市穂高にある神社。式内社（名神大社）、信濃国三宮。旧社格は国幣小社で、現在は神社本庁の別表神社。
安曇野市穂高の本宮（里宮）のほか、松本市安曇の上高地に奥宮、奥穂高岳山頂に嶺宮があることから、「日本アルプスの総鎮守」の通称がある。また、毎年9月27日に行われる例大祭（御船祭）が有名である。

## 祭神
本宮の祭神は次の通り。太字は主祭神。
- 中殿：穂高見命（ほたかみのみこと） - 別名を「宇都志日金拆命（うつしひかなさくのみこと）」。綿津見命の子。
- 左殿：綿津見命（わたつみのみこと） - 海神で、安曇氏の祖神。
- 右殿：瓊瓊杵命（ににぎのみこと）
- 別宮：天照大御神（あまてらすおおみかみ）
- 若宮：安曇連比羅夫命（あづみのむらじひらふのみこと）
  - 若宮相殿：信濃中将（しなのちゅうしょう） - 御伽草子のものぐさ太郎のモデルとされる。

### 祭神について
穂高神社一帯は古来より安曇氏（正確には現在は安曇部しか確認されていない）や阿曇犬養氏の定着地とされ、奈良時代の安曇郡司の名としても窺える。神社周辺の地名として安曇野がある。『新撰姓氏録』には安曇氏に関連する記載として以下の3条が知られる。
- 右京神別 安曇宿禰条 - 海神綿積豊玉彦神の子の穂高見命の後。
- 右京神別 凡海連条 - 海神綿積命の子の穂高見命の後。
- 河内国神別 安曇連条 - 海神綿積命の子の穂高見命の後。

穂高神社の社家の穂高氏は穂高見命の後裔と系図にあり、穂高神社祭神を「穂高見命」と見る説は、社名とこれらの史料、神社と周辺の歴史との関係づけによる。なお、『古事記』神代記には綿津見三神（綿津見神・綿積神）の子で阿曇氏の祖として「宇都志日金拆命」の記載があるが、この神の別名が穂高見命とされる。綿津見神の子には他に、彦火火出見命の妻の豊玉毘売命や、鵜葺草葺不合命の妻で神武天皇の母の玉依毘売命がいる。
一方で、社名「穂高神社」はあくまでも「穂高の神の社」または「穂高に坐す神社」の意に過ぎないとする説もある。
なお、祭神は古くは一座であったが（『延喜式』神名帳）、中世に大宮・南宮・若宮の三殿とし、天文18年（1549年）の文書では「五所大明神」と五所（祭神不詳）を称してもいる。

## 歴史

### 創建

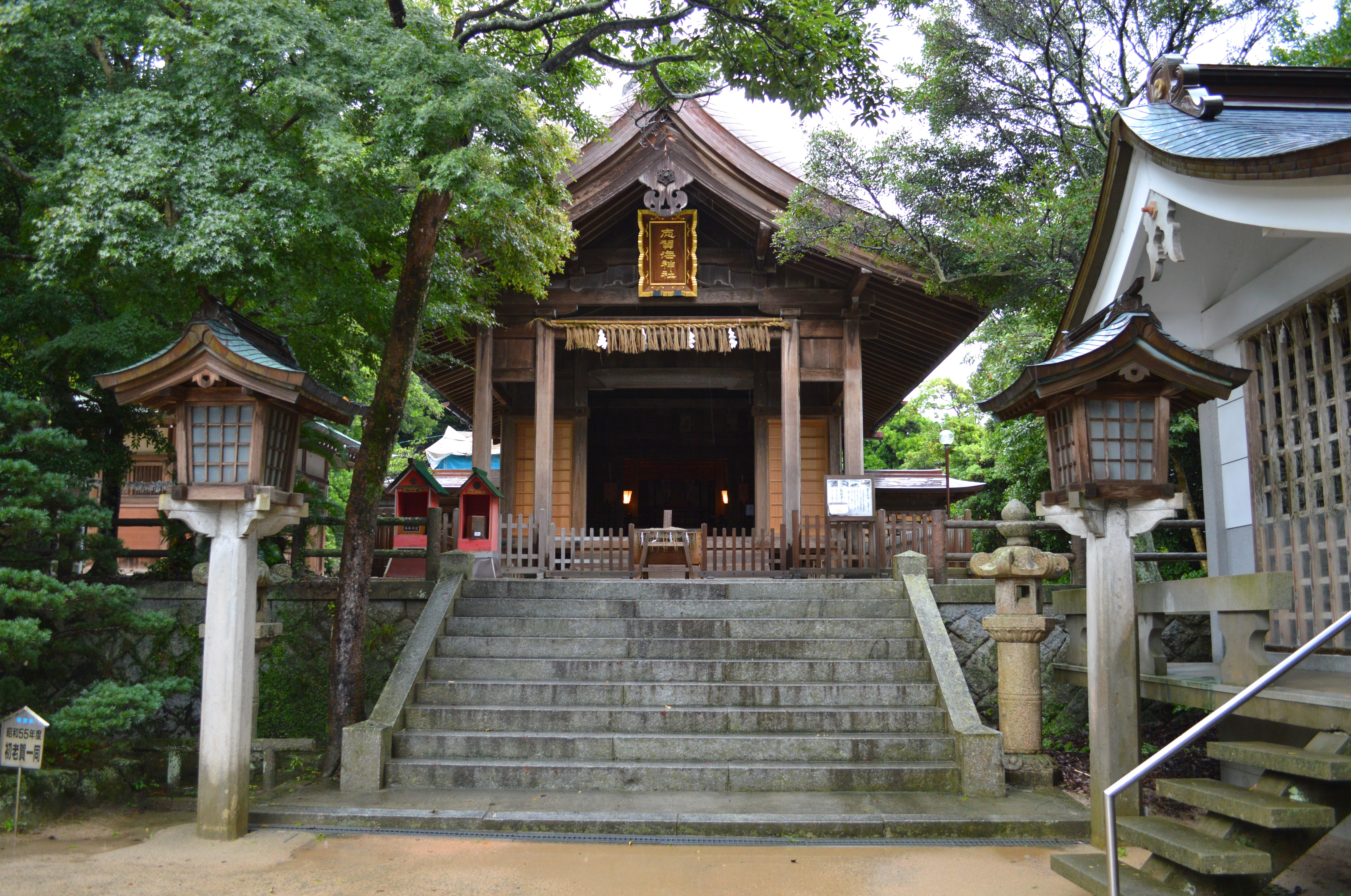
志賀海神社（福岡県福岡市）阿曇氏（安曇氏）発祥地。

創建は不詳。鎮座地は安曇郡の郡域にあり、定着した安曇部氏によって建郡されたと見られ、その安曇部氏によって祖神が祀られたのが創祀とされる。
安曇氏の安曇郡への定着は諸説がある（詳細は「安曇氏#安曇氏の分布」参照）。安曇郡の式内社には他に川会神社があるが、こちらでも安曇氏系の綿津見神が祭神とされている。穂高神社の西方には多くの古墳が築かれているが、穂高神社付近は神域として避けられたと考えられ、穂高神社一帯が勢力の中心地域であったと見られている。
なお安曇郡における安曇氏の初見は、正倉院宝物の布袴にある天平宝字8年（764年）の墨書である。ただしここには「安曇部」の記載しかないため、あくまでも安曇氏の部曲が当地に設置されたに過ぎないという考えもある。

### 概史
文献の初見は、天安3年（859年）2月11日に「宝宅神」に対して従五位下から従五位上への神階昇叙がなされたという記録である。『延喜式』神名帳では信濃国安曇郡に「穂高神社 名神大」と記載され、名神大社に列している。また、天正13年（1585年）に記された『三宮穂高社御造宮定日記』に見えるように、信濃国三宮を称していた。
中世以来安曇郡一帯を治めた国人領主仁科氏が滅亡すると、安曇郡は松本城主の所領とされ、天正10年（1582年）に同城主となった小笠原貞慶は神領として土地を寄進し、小笠原秀政からは累代受け継いで式年の遷宮や祭祀の厳修に努めた。
古くは諏訪大社の影響もあり、『定日記』によれば境内には諏訪神を祀る南宮があり、御柱を立てる習慣もあった。また仏教の影響も強く、文書によると中世には境内に神宮寺があり、江戸時代には本殿の西南に薬師堂があり本堂としていた。文禄年間（1592年 - 1596年）には穂高神社に15石、神宮寺に3石の朱印が安堵されている。
神職は、古くは安曇氏であったが、中世には大伴氏が務め、のちには仁科氏に代わっている。
明治に入ってからは、明治5年（1872年）に近代社格制度において郷社に列格、明治15年（1882年）に県社、昭和15年（1940年）に国幣小社に昇格した。

### 神階
- 天安3年（859年）2月11日、従五位下から従五位上（『日本三代実録』） - 表記は「宝宅神」。

## 境内

### 本宮（里宮）

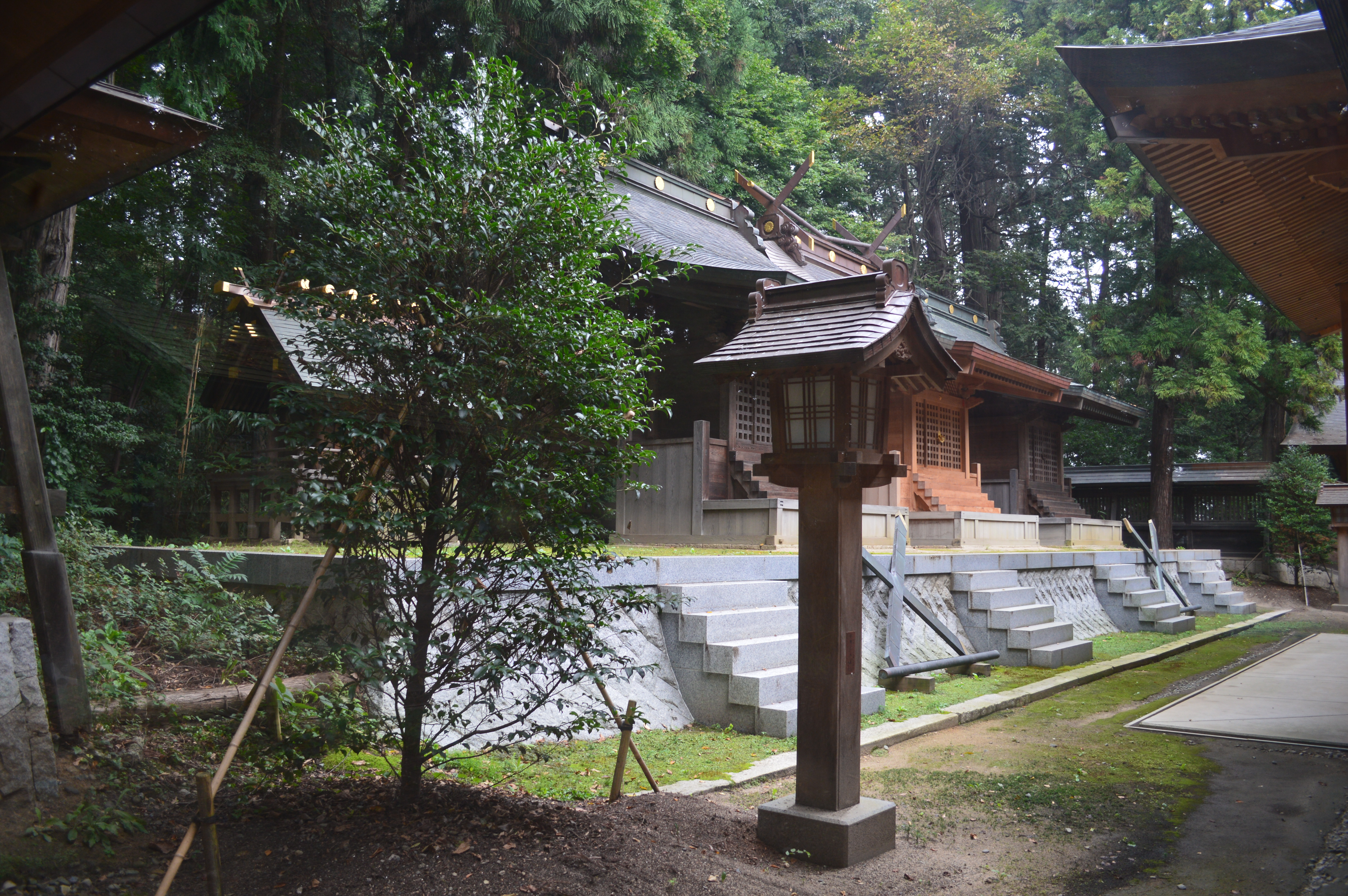
本殿中殿の形式は「穂高造」と称される。

本殿は形式の等しい右殿・中殿・左殿が並ぶ三殿方式で、この三殿と規模の小さい神明社が一直線に並ぶ。このうち中殿には、穂高神社だけに伝わる独特の形式の「千木（ちぎ）」と「勝男木（かつおぎ）」が乗せられている。勝男木は釣竿または船の帆柱を表していると言われ、この形式は「穂高造」といわれる。式年の遷宮祭では、『定日記』に定められた方式で社殿の造替・配置替が行われる。
境内では、拝殿の前に神楽殿が立ち、その右手に若宮社と境内社数社が鎮座している。そのほか、手洗石と手水舎、神橋が安曇野市指定文化財に、大門の欅と若宮西の欅が安曇野市指定天然記念物に指定されている。
天保14年（1843年）の『善光寺道名所図会』には穂高神社が載せられており、当時の境内の様子がうかがわれる。

拝殿
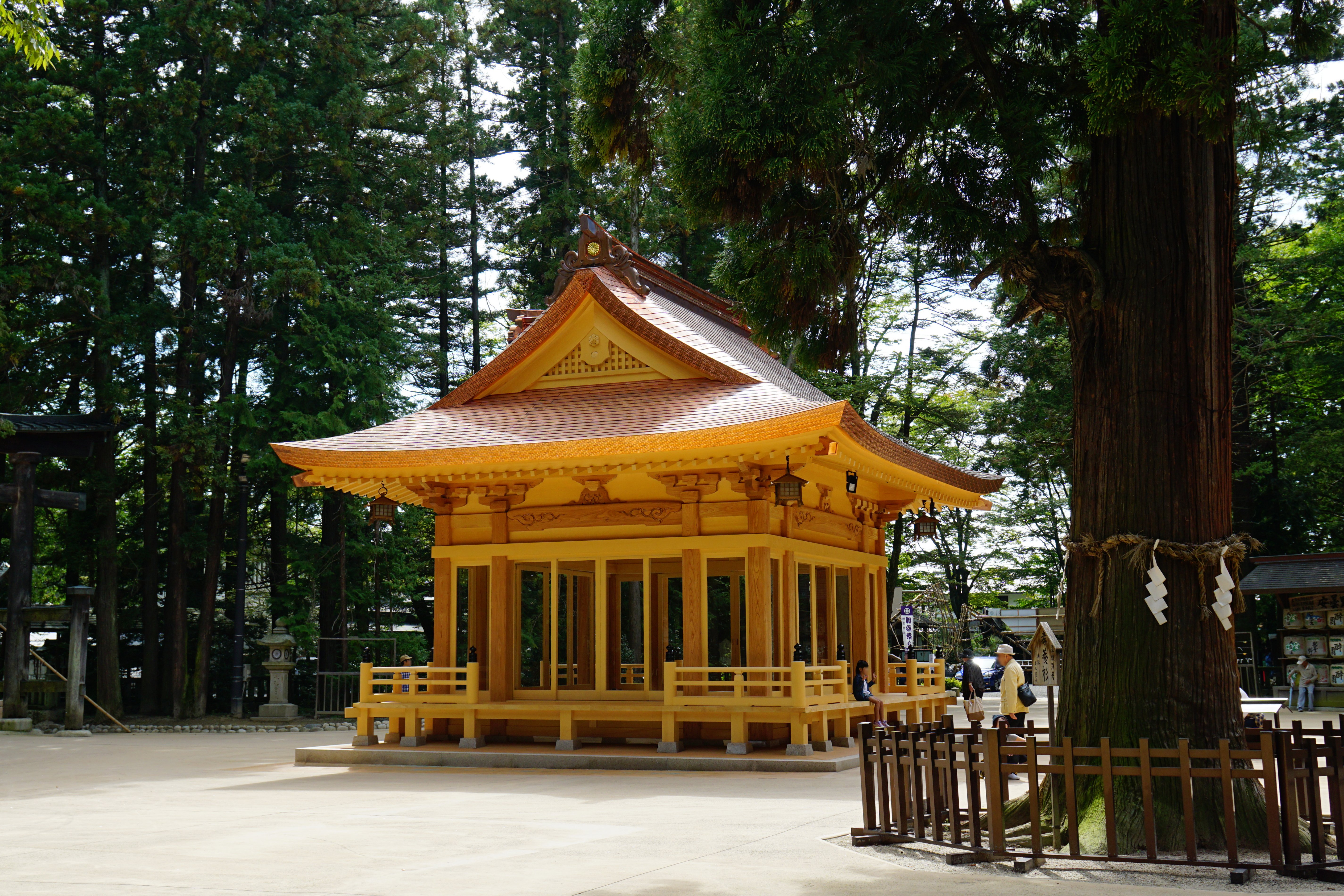
神楽殿
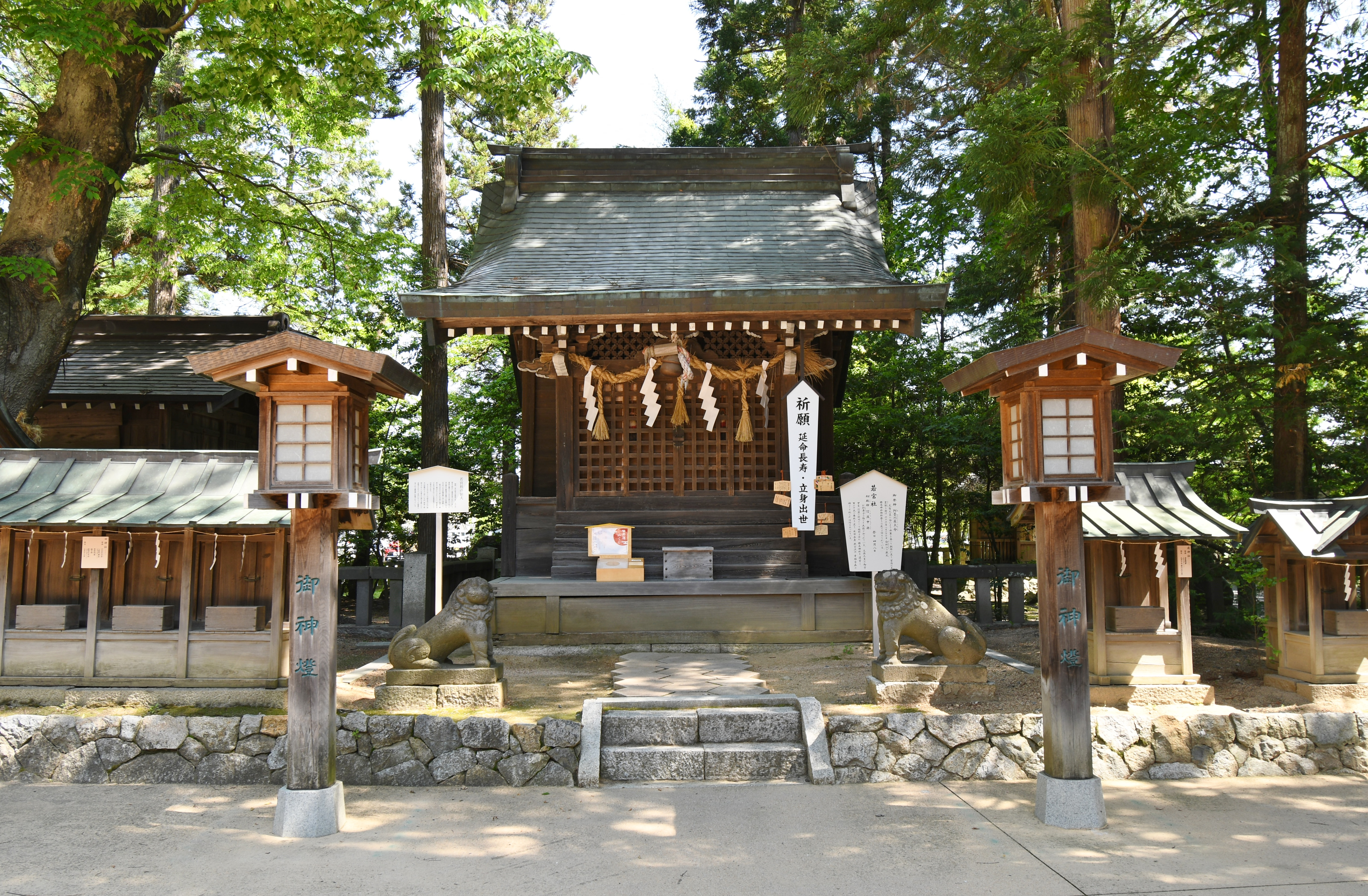
若宮社
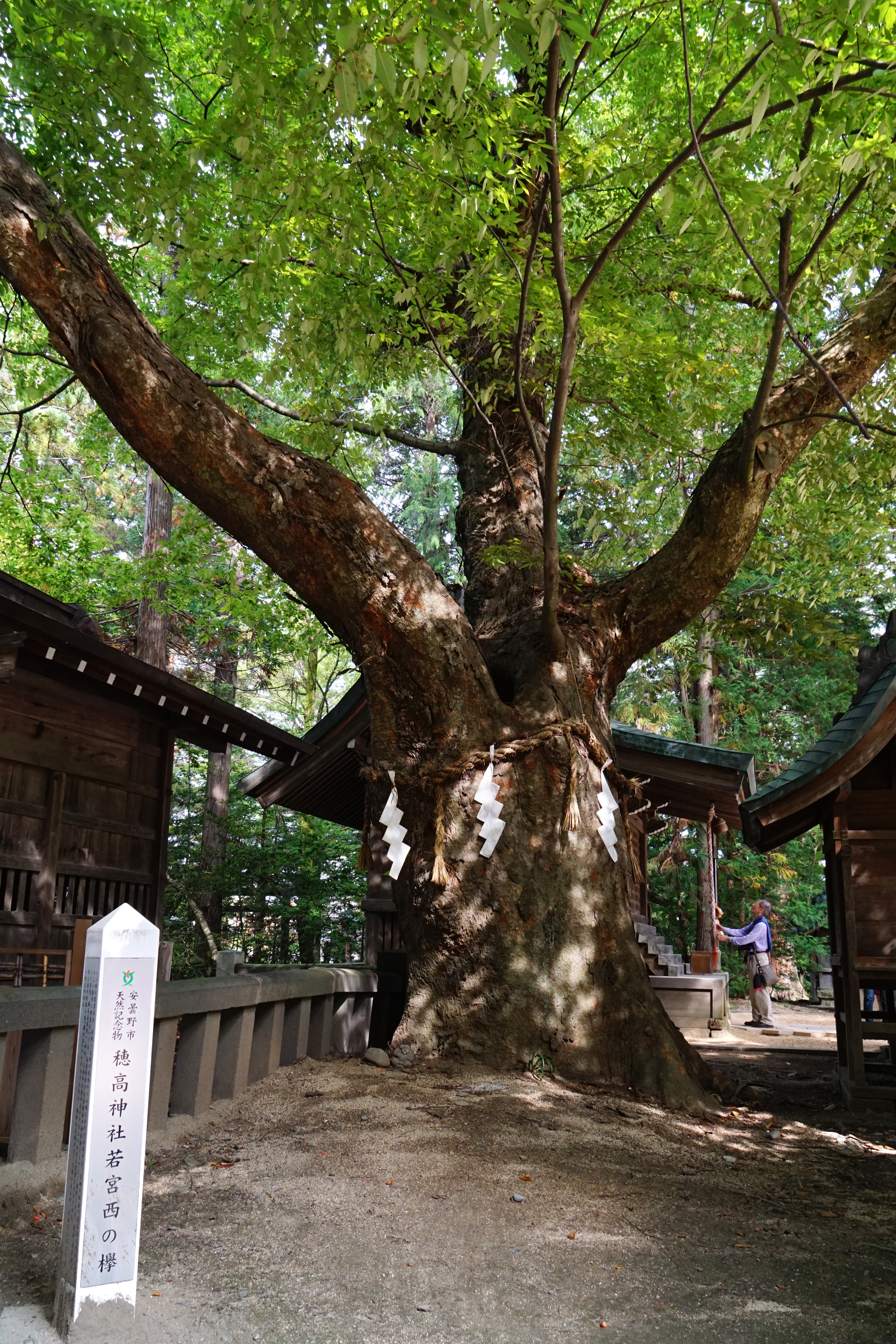
若宮西の欅（安曇野市指定天然記念物）
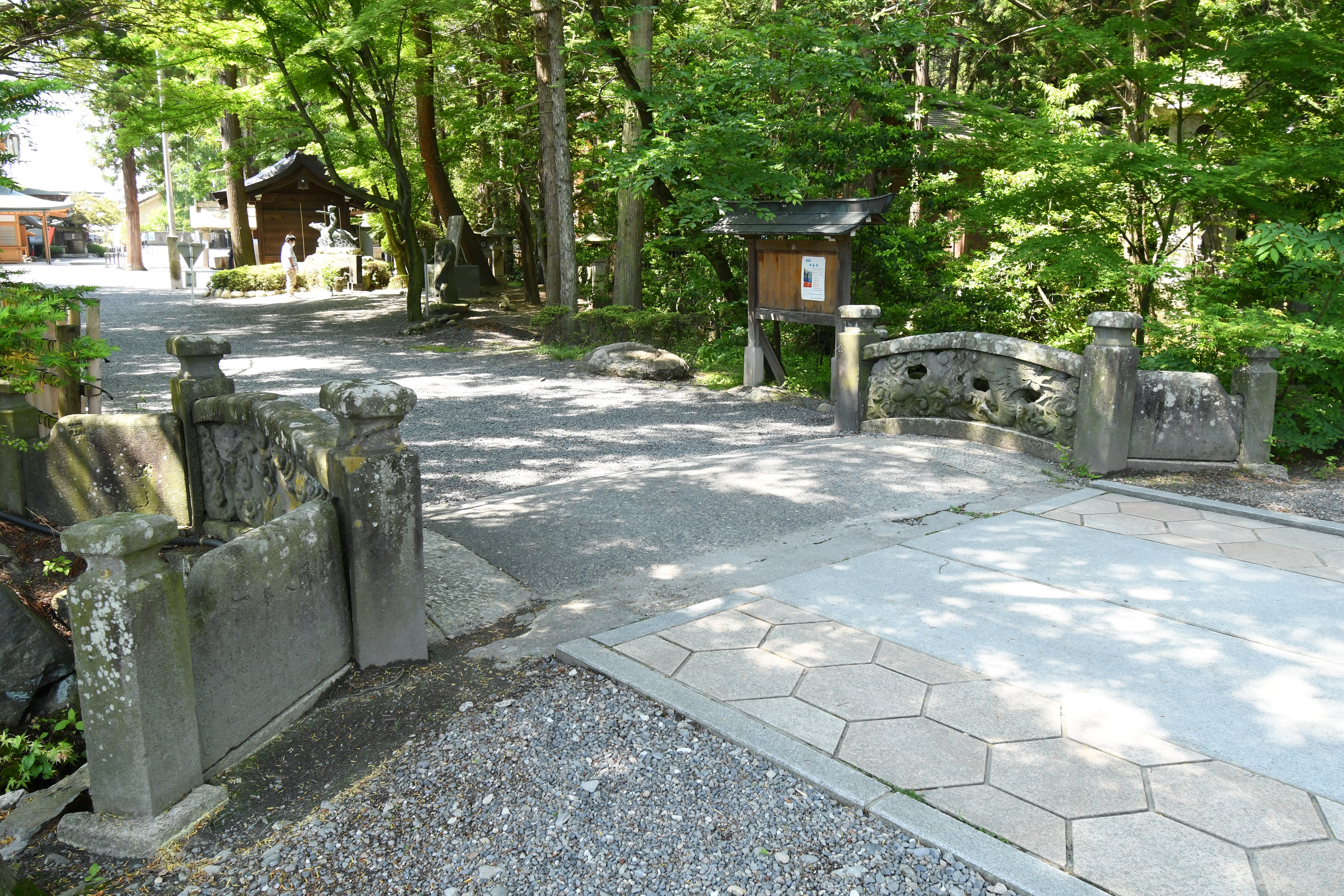
神橋（安曇野市指定文化財）
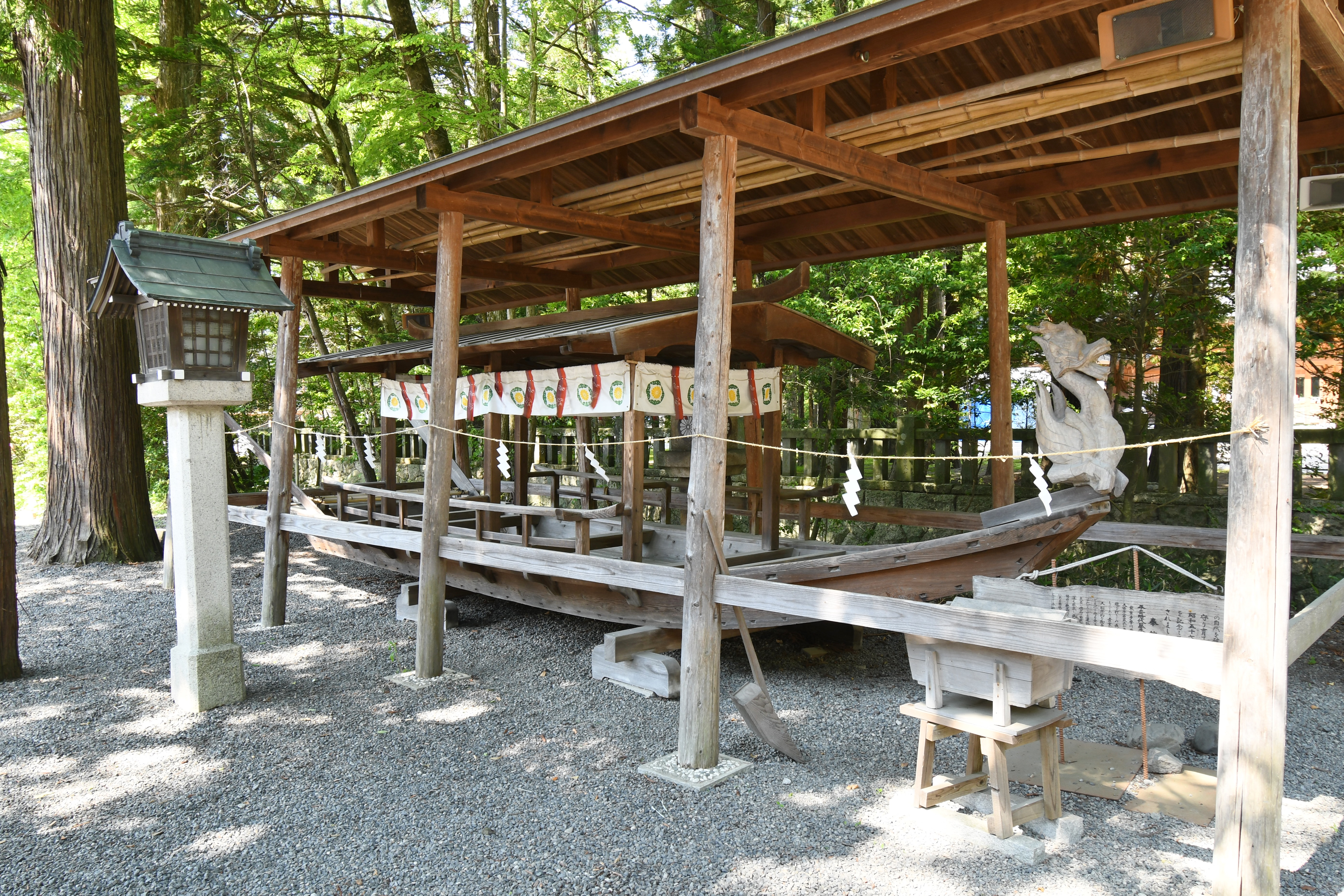
神船「穂高丸」
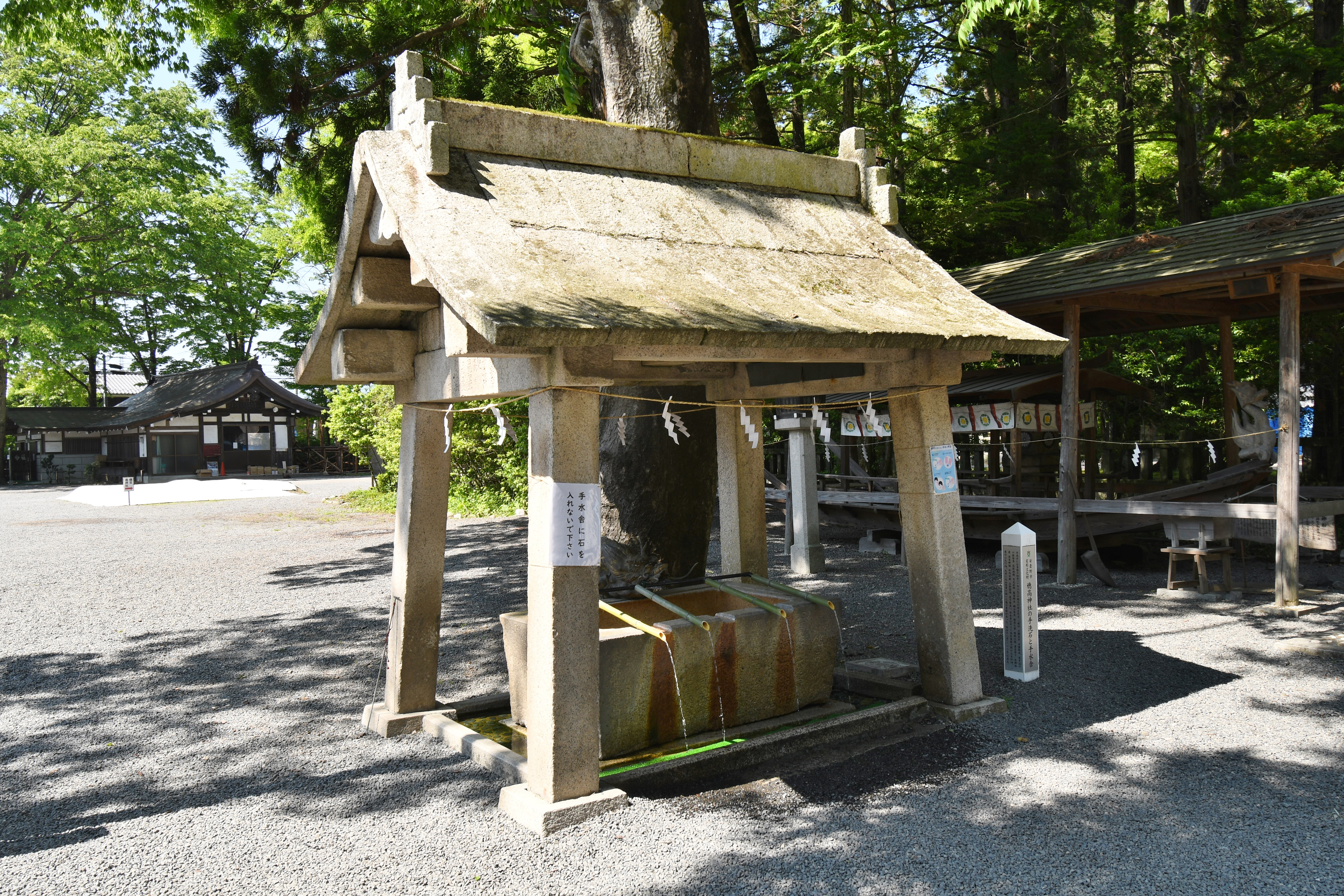
手水舎（安曇野市指定文化財）
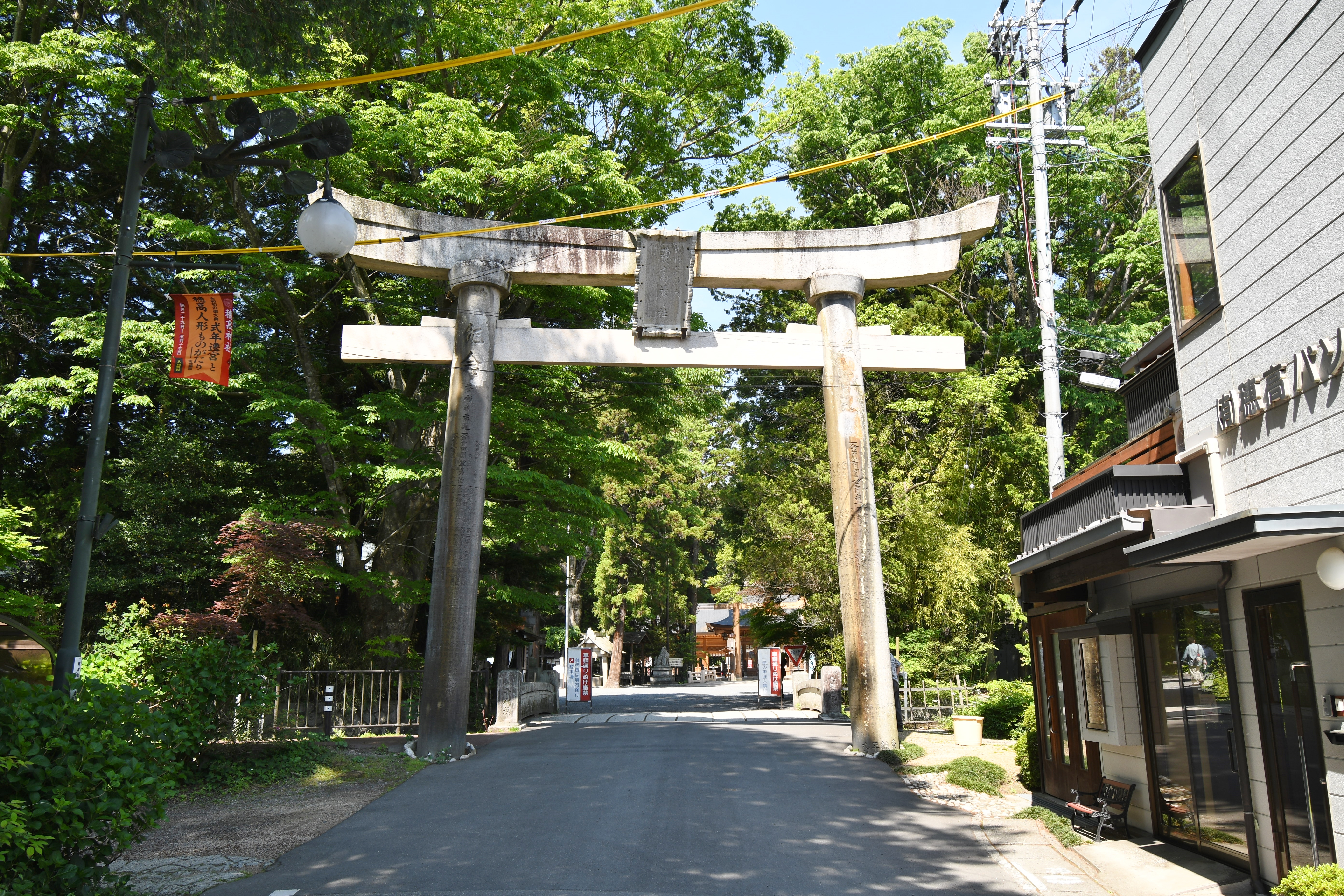
大鳥居

### 奥宮

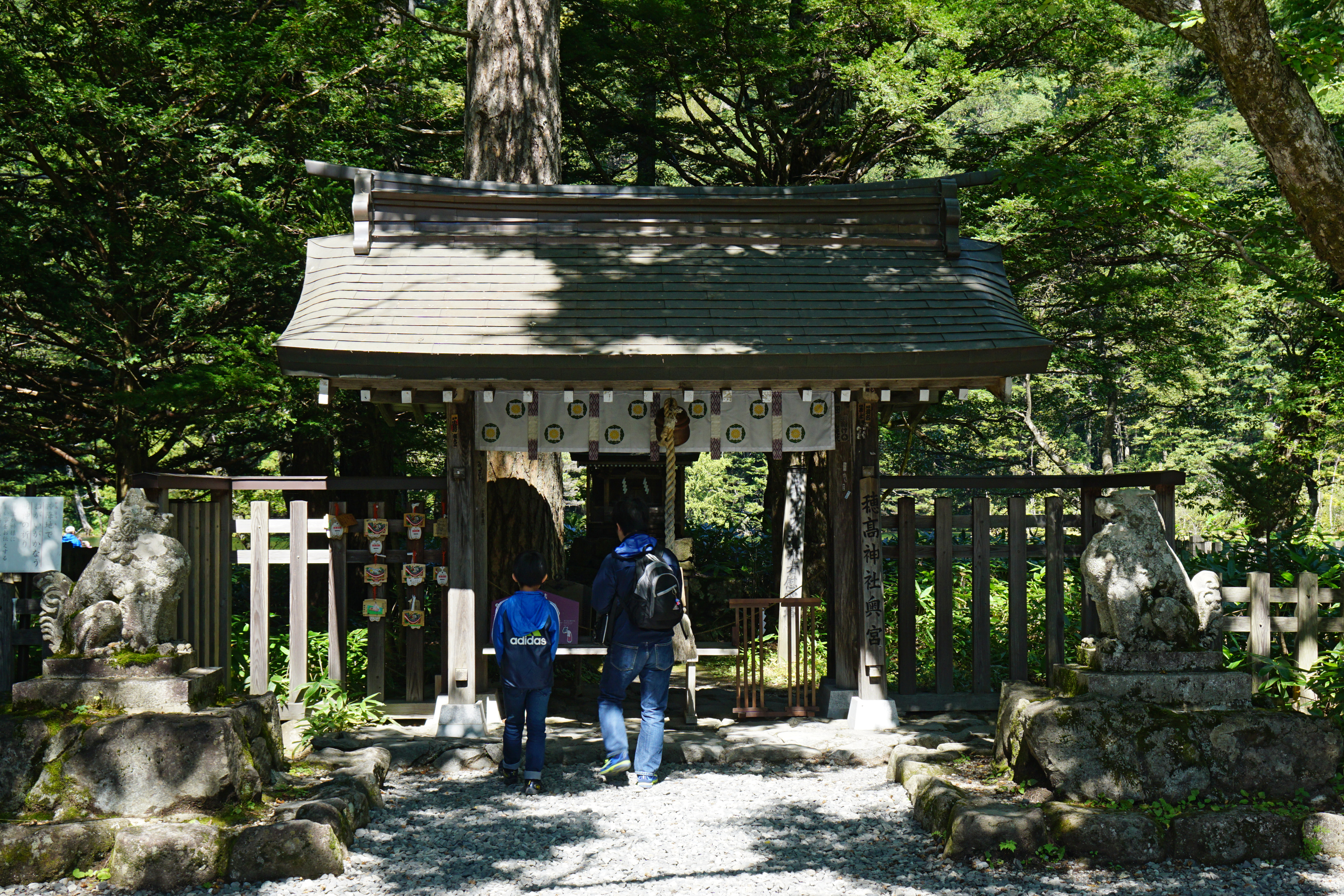
奥宮 拝所

奥宮は、松本市安曇上高地に位置する。中部山岳国立公園内の明神池の入口に鎮まる。奥宮の脇にある景勝地の明神池は同神社境内にあり神域となっている。祭神は穂高見神で、本殿は穂高造。
奥宮の御船神事は本宮とは異なり、毎年10月8日に明神池に舟を浮かべて行われる。また、4月27日に開山祭、11月15日に閉山祭が行われる。
なお「かみこうち（上高地、神垣内）」の名称は、穂高見神を祀る穂高神社奥宮と明神池があることに由来するとされる。

### 嶺宮
嶺宮は、穂高見神が降臨したとされる奥穂高岳（3,190メートル）の頂上に鎮座する（北緯36度17分21.14秒 東経137度38分52.81秒 / 北緯36.2892056度 東経137.6480028度）。社殿は白い石造りの小さな祠。

## 摂末社

本宮境内社

- 鹿島社
- 八幡社
- 秋葉社
- 疫神社
- 四神社
- 保食社
- 子安社
- 事比羅社
- 八坂社
- 歌神社
- 菅原社
- 八王子社
- 諏訪社 - 個人宅より移築。
- 厳島社
- 穂高霊社

## 祭事

### 式年祭
式年祭として、20年に1度本殿一棟を造り替える大遷宮祭と、その間2回の修理を行う小遷宮祭が行われる。祭は、穂高神社に伝わる『三宮穂高社御造宮定日記』（安曇野市指定文化財）に従い、文明15年（1483年）以前からの古い形式で、安曇野市指定無形民俗文化財に指定されている。
神事は遷座の100日前の四至榊立神事から始まる。役目を終えた本殿は各社に払い下げられるか取り壊すかされ、移築されて現存のものは十数棟ある。

### 年間祭事
- 歳旦祭、聖寿万歳、氏子・崇敬者安全祈願（1月1日）
- 天下泰平、交通安全祈願大祭（1月1日 - 8日）
- 厄除・八方除特別祈祷祭（1月成人の日）
- 節分祭（2月3日）
- 祈年祭、奉射祭（特殊神事）、農・工・商、産業振興祈願（3月17日）
- 勧学祭（3月最終日曜）
- 戦没者慰霊祭（平和祈願祭）（4月20日）
- 大祓式（悪事災難除け祈願）（6月30日）
- 祖霊祭（8月2日）
- 本宮例大祭（9月26日 - 27日）
  - 宵宮（9月26日）
  - 本祭（9月27日） - 御船神事（長野県指定無形民俗文化財）。
- 奥宮例大祭（10月8日）
- 新甞祭、列格記念祭（11月19日）
- 大祓式、除夜祭（12月31日）

### 御船祭

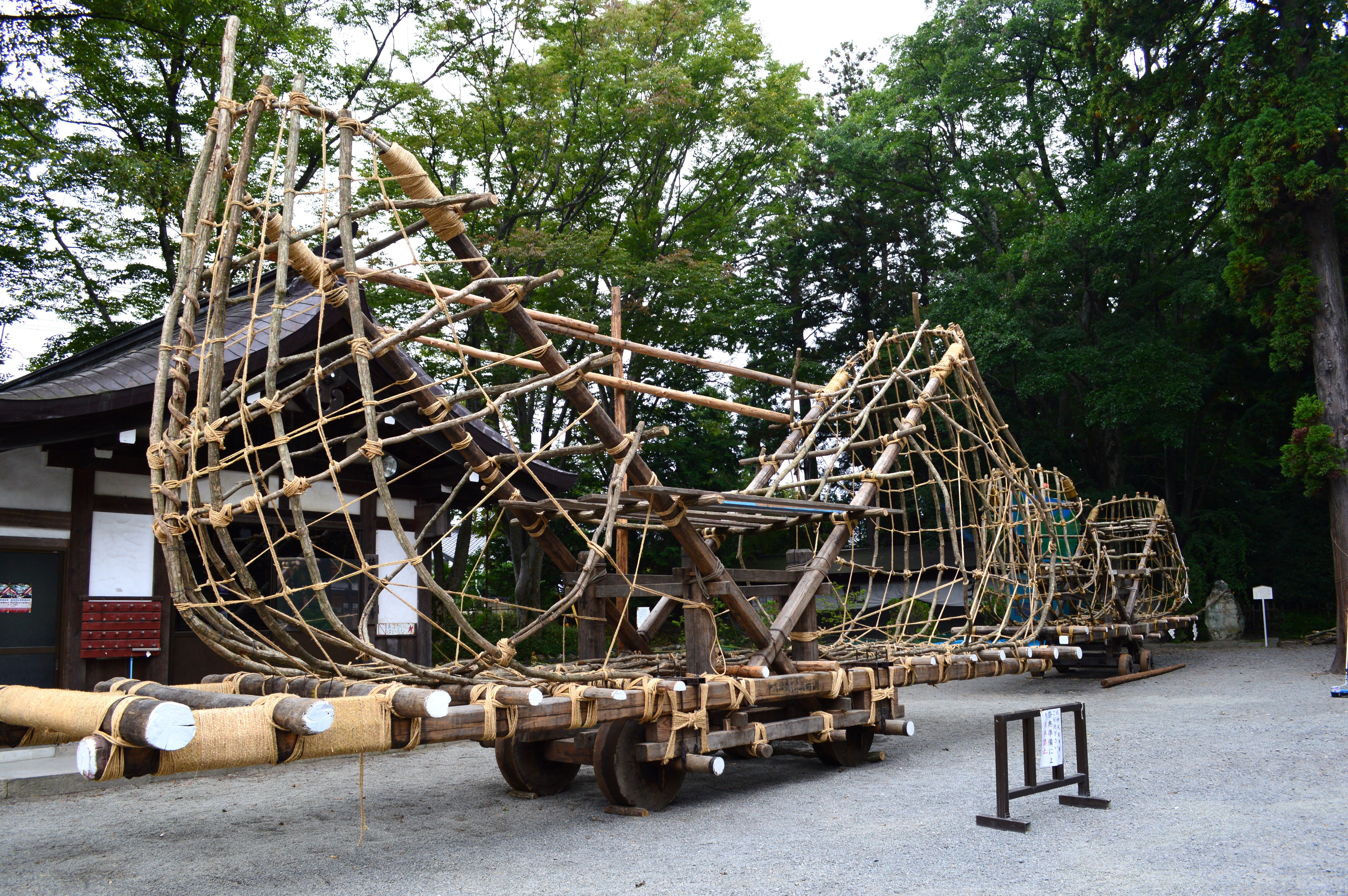
御船

例大祭は「御船祭」と呼ばれ、毎年9月26日・27日に行われる。高さ6メートル・長さ12メートルにもなる大きな船形の山車（だし）「御船（おふね）」をぶつけ合う勇壮な祭で、長野県指定無形民俗文化財に指定されている。なお26日は神事のみで、本祭りは27日である。9月27日は天智天皇2年（663年）の白村江の戦いで戦死したという安曇比羅夫の命日と伝えられている。
祭では、大小5艘の御船に穂高人形を飾り氏子が穂高の街中や田園地帯で御船を曳いて練り歩く。そして神社へと曳き入れられ境内神楽殿を練り、神前を曳き廻るうちに大船2艘は御船同士をはげしく衝突させ合う。その迫力と豪快さから多くの見物客が訪れる。また、9月最初の土・日には子供船が町内を練り歩く「子供祭り」も行われている。
御船神事で使われる御船は、本殿北側の御舟会館（入館料大人300円）に展示されている。御船の構造は、櫓（長立方形）4個の車輪、山（刎木、廻し木、架木）、腹（前部が男腹、後部が女腹）からなっている。神事の際御船のなかには若者が座り、笛・太鼓などの楽器を吹き鳴らす。

### 奉射祭
奉射祭（おびしゃさい）は、3月17日に行われる特殊神事。拝殿中央から「神の矢」を東北に、「殿の矢」を東南に放ったあと、神楽殿に下げた大的に12本の羽根矢を射る。矢の命中の仕方でその年の豊作・凶作を占うものと伝わる。神事は安曇野市指定無形民俗文化財に指定されている。

## 文化財

### 長野県指定文化財
- 無形民俗文化財
  - 穂高神社の御船祭りの習俗 - 2009年（平成21年）4月30日指定[8]。

### 安曇野市指定文化財
- 有形文化財
  - 手洗石と手水舎（石造文化財） - 2008年（平成20年）10月29日指定[9]。
  - 神橋（石造文化財） - 2008年（平成20年）10月29日指定[10]。
  - 穂高神社の鷺足膳 5台（美術工芸品その他） - 2008年（平成20年）10月29日指定[11]。
  - 三宮穂高社御造宮定日記 11巻（書跡・典籍・古文書） - 文明15年（1483年）から天正13年（1585年）に記された日記。2008年（平成20年）10月29日指定[12]。
- 有形民俗文化財
  - 穂高神社の絵馬 64点 - 2008年（平成20年）10月29日指定[13]。
- 天然記念物
  - 穂高神社大門の欅 - 2008年（平成20年）10月29日指定[14]。
  - 穂高神社若宮西の欅 - 2008年（平成20年）10月29日指定[15]。
- 無形民俗文化財
  - 穂高神社のお奉射神事 - 2009年（平成21年）9月25日指定[16]。
  - 穂高神社式年遷座祭 - 2009年（平成21年）9月25日指定[17]。

## 御船会館
1982年に開館。穂高神社を特徴づける御船と御布令神事、御船ぶつけ合い、伝統の穂高人形などを常設で紹介し、穂高神社遷宮神事と本殿建て替えの歴史やあわせて穂高神社奥宮と峯宮についても解説する場所として設立された。
建物面積は760m2、建物構造は鉄骨2階建て、収蔵品は約250点。主な所蔵品は、御船、穂高人形、古文書（「〈信濃国〉三宮穂高社御造営定日記」）、道祖神、絵馬、調度品、衣装、穂高人形大飾物（歴史絵巻）など。

## 現地情報
所在地
- 本宮：長野県安曇野市穂高6079
- 奥宮：長野県松本市安曇上高地

交通（本宮まで）
- 鉄道：東日本旅客鉄道（JR東日本）大糸線 穂高駅（徒歩約3分）
- 高速バス：中央高速バス（京王バス・アルピコ交通）安曇野穂高バス停すぐ。
- 高速道路：長野自動車道 安曇野IC

交通（奥宮まで）
- 鉄道：アルピコ交通上高地線（通称・松本電鉄）新島々駅からバス約1時間5分、上高地バスターミナル下車、徒歩約1時間10分

## 関連図書
- 宮地直一『穂高神社史』（穂高神社社務所、1949年）